# Melitaea deserticola
Melitaea deserticola är en fjärilsart som beskrevs av Charles Oberthür 1911. Melitaea deserticola ingår i släktet Melitaea och familjen praktfjärilar. Inga underarter finns listade i Catalogue of Life.

## Bildgalleri

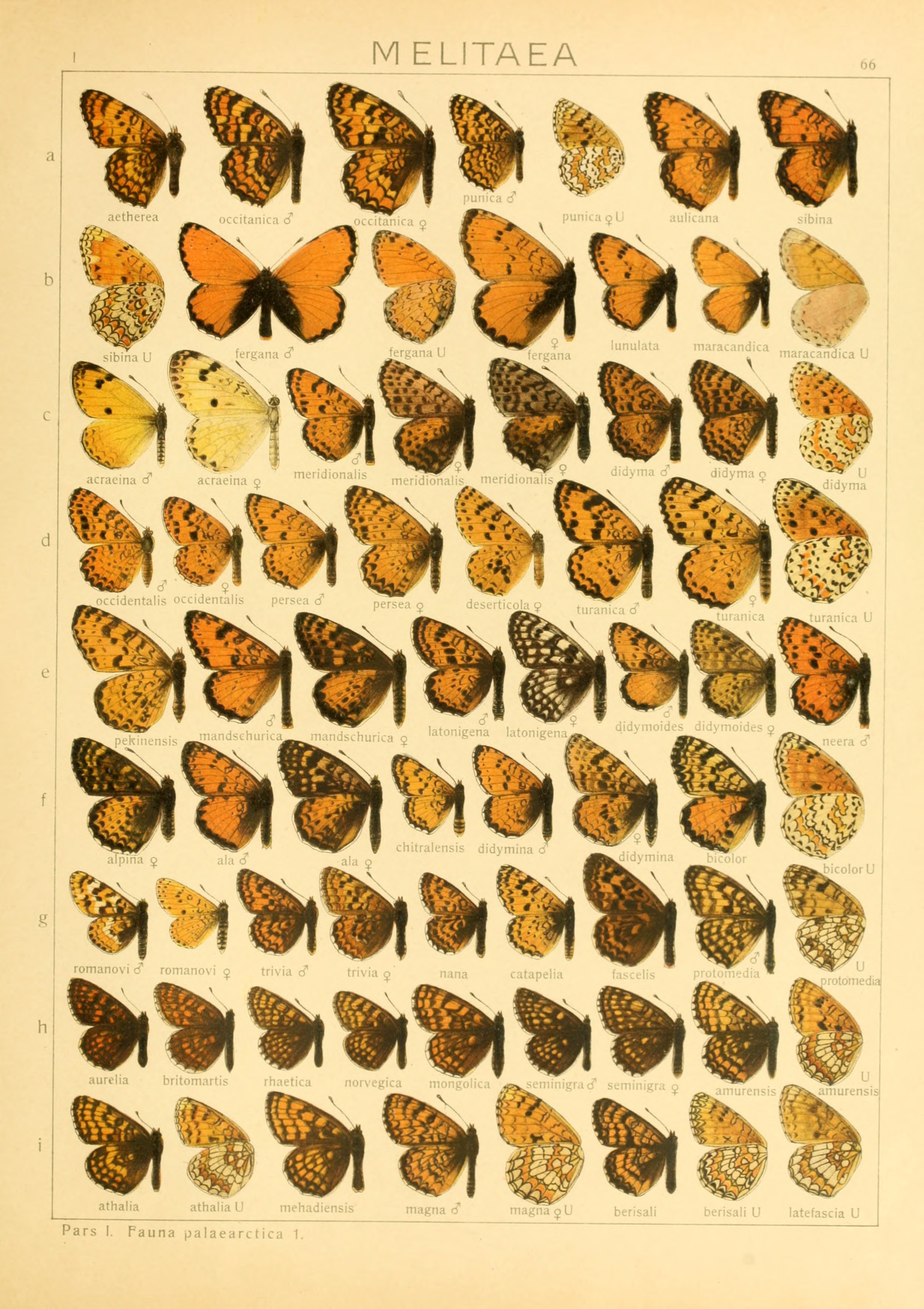